# Чемпионат Европы по настольному теннису 2013

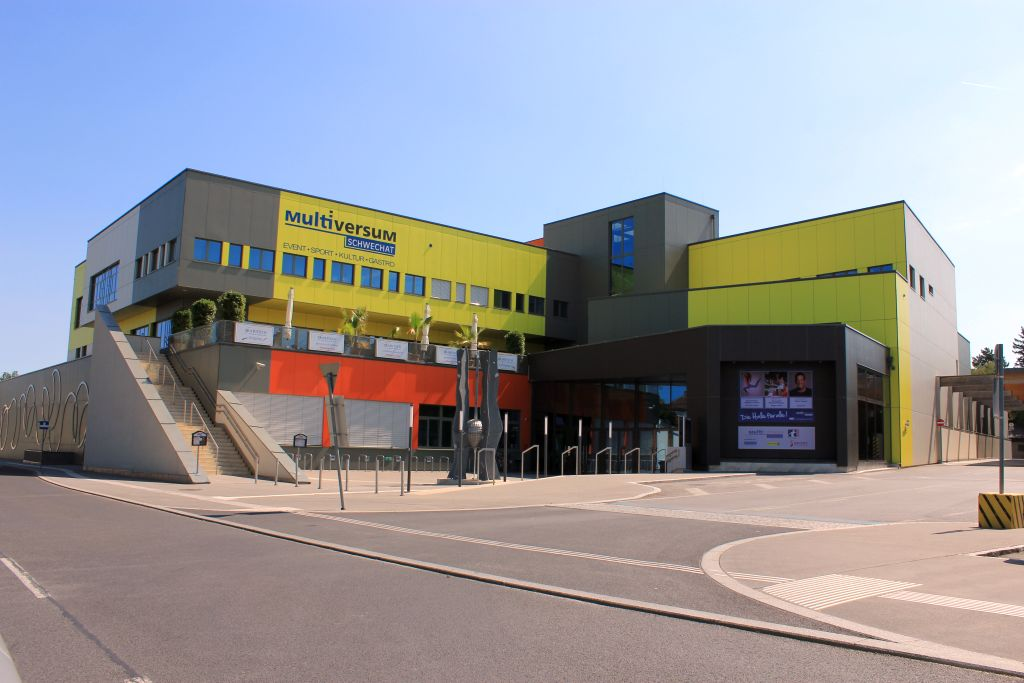
Дворец спорта «Multiversum» в Швехате

Чемпионат Европы по настольному теннису 2013 года проходил с 4 по 13 октября в австрийском городе Швехат на арене «Multiversum» и в Академии настольного тенниса Вернера Шлагера. Во время чемпионата было разыграно 6 комплектов медалей: в одиночном, парном и командном разрядах среди мужчин и женщин.

## Основные итоги чемпионата
Наибольшее количество титулов 32-го европейского чемпионата — четыре — завоевали представители Германии. Новым европейским чемпионом в мужском одиночном разряде стал 25-летний Дмитрий Овчаров, в финале обыгравший со счётом 4:0 Владимира Самсонова из Беларуси. В командных состязаниях Дмитрий Овчаров смог успешно заменить многолетнего лидера немецкой команды Тимо Болла, незадолго до начала чемпионата снявшегося из-за болезни. Возглавляемая Дмитрием Овчаровым мужская команда Германии уверенно вышла в финал, в котором обыграла сборную Греции со счётом 3:1. Немецкая мужская команда стала чемпионом Европы шестой раз подряд, в то время как мужская сборная Греции впервые завоевала медаль европейских чемпионатов за всю историю своих выступлений. Женская команда Германии так же, как и мужская, стала лучшей на этом чемпионате. Подобная двойная победа в командных состязаниях была в истории европейских чемпионатов лишь однажды, в 1958 году столь же успешно выступили женская и мужская команды Венгрии. Четвёртое золото Германии было завоёвано в женском парном разряде, где в финале женского парного разряда играли две немецкие пары, и чемпионками Европы стали Петрисса Золья и Сабина Винтер.
В женском одиночном разряде доминировали натурализованные китаянки, представляющие разные страны Европы. Из уроженок Европы до четвертьфинала смогла добраться только Виктория Павлович, однако она не сумела пройти в полуфинал чемпионата, проиграв представительнице Германии Хань Ин со счетом 3:4. Чемпионкой Европы стала 37-летняя Ли Фэнь, выступающая за команду Швеции.
Представители китайской школы настольного тенниса первенствовали и в мужском парном разряде. Тань Жуйу и Ван Цзэн И, выступающие за сборные Хорватии и Польши соответственно, обыграли в финале со счётом 4:1 чемпионов Европы прошлого года Роберта Гардоса и Даниэля Хабезона из Австрии.

## Российские спортсмены на 32-м чемпионате Европы
Российская мужская команда, за которую в четверть- и полуфинале играли Александр Шибаев, Кирилл Скачков, Алексей Смирнов, впервые стала призёром чемпионата Европы, разделив с командой Беларуси третье место. Российская женская команда, выступавшая под руководством Ирины Палиной, также заняла третье место в командном разряде. На стадии плей-офф Россию представляли Полина Михайлова, Яна Носкова, Анна Тихомирова, Елена Трошнева.
Выступая в личном разряде, представители России одержали ряд достойных побед, причём в мужском разряде в число 16 лучших теннисистов Европы вошло трое российских спортсменов. Однако дальше 1/8 финала никто из российской сборной не вышел. В парном разряде лучший результат из российских участников показали бронзовые призёры двух последних чемпионатов Европы Алексей Ливенцов и Михаил Пайков, которые на этот раз не смогли достичь пьедестала, проиграв в четвертьфинале со счётом 3:4 испанской паре Хэ Чживэнь/Карлос Мачадо.

## Медалисты
| Разряд                   | Золото                                                                                     | Серебро                                                                                        | Бронза                                                                                            |
| ------------------------ | ------------------------------------------------------------------------------------------ | ---------------------------------------------------------------------------------------------- | ------------------------------------------------------------------------------------------------- |
| Мужской одиночный разряд | Дмитрий Овчаров                                                                            | Владимир Самсонов                                                                              | Бастиан Штегер                                                                                    |
| Мужской одиночный разряд | Дмитрий Овчаров                                                                            | Владимир Самсонов                                                                              | Панайотис Гьонис                                                                                  |
| Женский одиночный разряд | Ли Фэнь                                                                                    | Шань Сяона                                                                                     | Хань Ин                                                                                           |
| Женский одиночный разряд | Ли Фэнь                                                                                    | Шань Сяона                                                                                     | Фу Юй                                                                                             |
| Мужской парный разряд    | Тань Жуйу Ван Цзэнъи                                                                       | Роберт Гардос Даниэль Хабезон                                                                  | Хэ Чживэнь Карлос Мачадо                                                                          |
| Мужской парный разряд    | Тань Жуйу Ван Цзэнъи                                                                       | Роберт Гардос Даниэль Хабезон                                                                  | Тьягу Аполония Жуан Монтейру                                                                      |
| Женский парный разряд    | Петрисса Золья Сабина Винтер                                                               | Шань Сяона Чжэньци Бартель                                                                     | Сара Рамирес Шэнь Яньфэй                                                                          |
| Женский парный разряд    | Петрисса Золья Сабина Винтер                                                               | Шань Сяона Чжэньци Бартель                                                                     | Галя Дворак Матильда Экхольм                                                                      |
| Мужской командный разряд | Германия · Патрик Франциска · Дмитрий Овчаров · Патрик Баум · Рувен Филус · Бастиан Штегер | Греция · Калиникос Креанга · Панайотис Гьонис · Анастасиос Риниотис · Константинос Пападжоржиу | Беларусь · Владимир Самсонов · Евгений Щетинин · Александр Ханин · Павел Платонов                 |
| Мужской командный разряд | Германия · Патрик Франциска · Дмитрий Овчаров · Патрик Баум · Рувен Филус · Бастиан Штегер | Греция · Калиникос Креанга · Панайотис Гьонис · Анастасиос Риниотис · Константинос Пападжоржиу | Россия · Алексей Ливенцов · Александр Шибаев · Кирилл Скачков · Алексей Смирнов · Григорий Власов |
| Женский командный разряд | Германия · У Цзядо · Хань Ин · Шань Сяона · Кристин Зилберайзен · Петрисса Солья           | Румыния · Даниэла Додян · Элизабета Самара · Бернадетте Сёч · Юлия Некула · Камелия Поштоакэ   | Чехия · Дана Чехова · Гана Мателова · Катерина Пенкавова · Рената Штрибикова · Ивета Ваценовка    |
| Женский командный разряд | Германия · У Цзядо · Хань Ин · Шань Сяона · Кристин Зилберайзен · Петрисса Солья           | Румыния · Даниэла Додян · Элизабета Самара · Бернадетте Сёч · Юлия Некула · Камелия Поштоакэ   | Россия · Ольга Баранова · Полина Михайлова · Яна Носкова · Анна Тихомирова · Елена Трошнева       |

## Медальная таблица
| Место | Страна     | Золото | Серебро | Бронза | Всего |
| ----- | ---------- | ------ | ------- | ------ | ----- |
| 1     | Германия   | 4      | 2       | 2      | 8     |
| 2     | Швеция     | 1      | 0       | 0.5    | 1.5   |
| 3     | Польша     | 0.5    | 0       | 0      | 0.5   |
| 3     | Хорватия   | 0.5    | 0       | 0      | 0.5   |
| 5     | Беларусь   | 0      | 1       | 1      | 2     |
| 5     | Греция     | 0      | 1       | 1      | 2     |
| 7     | Румыния    | 0      | 1       | 0      | 1     |
| 7     | Австрия    | 0      | 1       | 0      | 1     |
| 9     | Испания    | 0      | 0       | 2.5    | 2.5   |
| 10    | Португалия | 0      | 0       | 2      | 2     |
| 10    | Россия     | 0      | 0       | 2      | 2     |
| 12    | Чехия      | 0      | 0       | 1      | 1     |
|       | Total      | 6      | 6       | 12     | 24    |